# Ubc 뉴스라인
《ubc 뉴스라인》은 ubc TV에서 매주 평일 오후 5시 35분에 방송 중인 울산 지역 저녁 종합 뉴스 프로그램이다.

## 앵커
| 대수 | 진행자          | 방송 기간                           | 비고              |
| ---- | --------------- | ----------------------------------- | ----------------- |
| 1기  | 유다원 아나운서 | 2014년 일자 미상 ~ 2018년 10월 26일 |                   |
| 2기  | 박지혜 아나운서 | 2018년 10월 29일 ~ 2019년 6월 28일  |                   |
| 3기  | 장수정 아나운서 | 2019년 7월 1일 ~ 2023년 2월 24일    |                   |
| 4기  | 최지은 아나운서 | 2023년 2월 27일 ~ 현재              | [ 1 ] [ 2 ] [ 3 ] |

## 편성 변경
- 2023년 11월 17일 : 오후 5시 30분부터 《TV 닥터 처방전 스페셜》 편성으로 인해 20분 앞당겨 편성

## 경쟁 프로그램
- KBS 뉴스 7 울산 (KBS 울산 1TV)
- MBC 5시 뉴스와 경제 울산 (울산MBC TV)